# Villa Sanssoucie
Die Villa Sanssoucie, auch Haus Krumm, liegt im Stadtteil Niederlößnitz der sächsischen Stadt Radebeul, in der Borstraße 47.

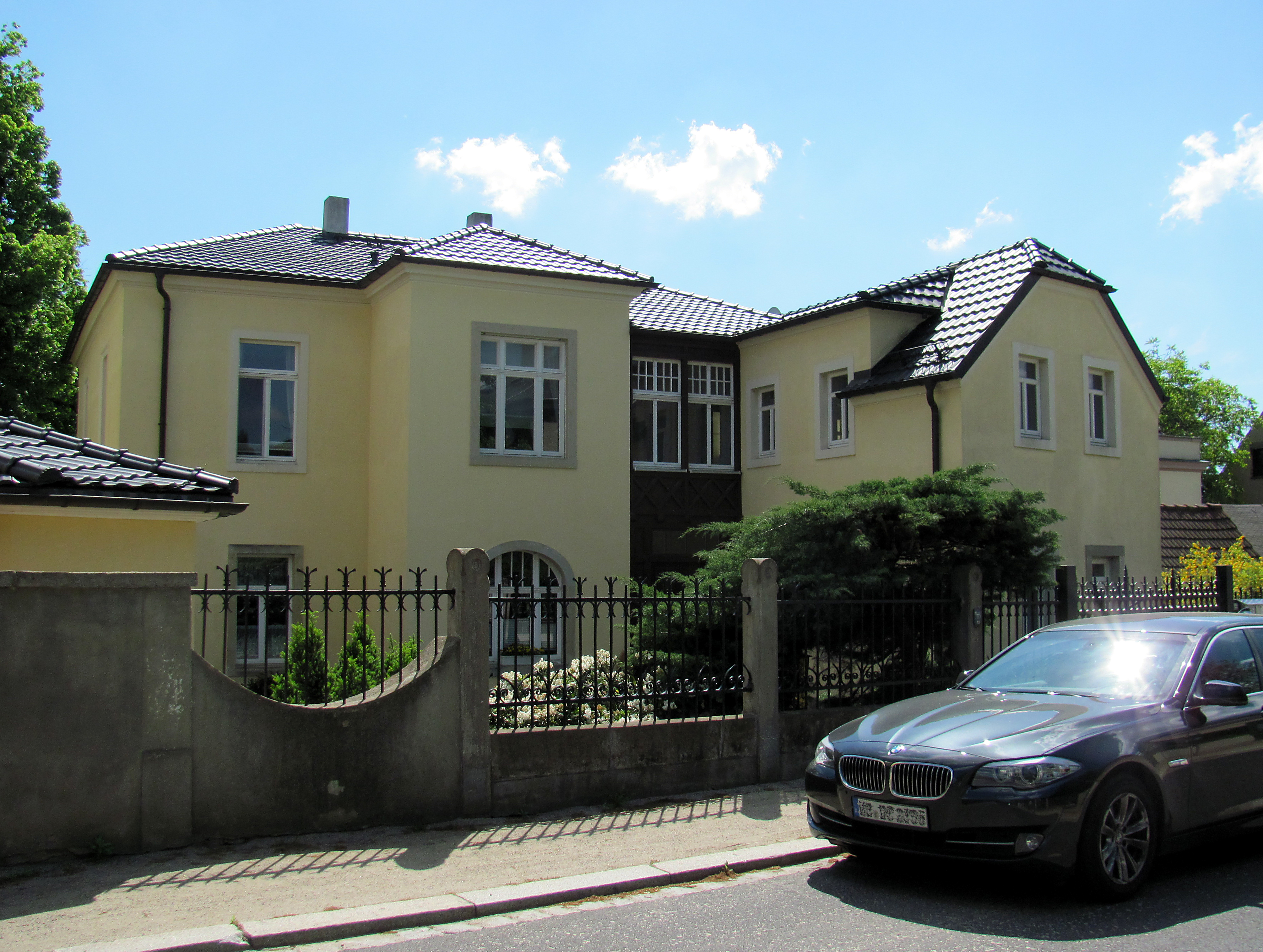
Villa Sanssoucie

## Beschreibung
Das mitsamt Nebengebäude und Einfriedung unter Denkmalschutz stehende Landhaus ist eine „etwas verbaute“ Gebäudegruppe aus mehreren Gebäuden.
Quer zur Straße im Norden, jedoch leicht abgewinkelt, steht der zweigeschossige, symmetrische Villenbau mit Walmdach, in der Mitte ein zum Innenhof herausgezogener Risalit. Die rechte Gebäudekante setzt hinter der Mitte des rechts giebelständig zur Straße stehenden Altgebäudes an. Dieses ist anderthalbgeschossig, über dem Erdgeschoss schließt sich ein hoher Drempel mit einem Krüppelwalm an. Die Dachgeschossfenster des Altflügels liegen auf gleicher Höhe wie bei der Villa. Vor der Rücklage rechts des Risalits befindet sich ein zweigeschossiger Fachwerk-Verbindungsbau aus dem Dach des Altbaus heraus über Eck bis zum Mittelrisalit der Villa.
Die glatten Putzflächen sind ungegliedert, die Fenster werden von Sandsteinelementen eingefasst.
Links wird der Innenhof durch ein eingeschossiges Nebengebäude „mit Jugendstilanklängen“ abgeschlossen. Die Einfriedung zur Borstraße besteht teilweise aus Mauerteilen unterschiedlicher Form, zwischen denen sich stilistisch unterschiedliche Eisenzaunfelder befinden.
Auf der Südseite, zur Meißner Straße hin, erstreckt sich der Garten. Die dortige Villenfassade ist die eigentliche Schauseite. Die vierachsige Ansicht ist symmetrisch aufgebaut: Mittig tritt ein zweiachsiger Risalit nur ganz leicht hervor. Im Erdgeschoss wird er durch eine massive Veranda mit Austritt obenauf betont. So wie heute der Austritt noch durch eine Balustrade gekrönt wird, hatte der Risalit ursprünglich auch noch eine heute verschwundene Attika. Die Obergeschossfenster der Rücklage sind als Balkontüren ausgebildet: sie führen auf halbrunde Balkons mit zarten Eisengittern. Oberhalb der Türen finden sich horizontale Verdachungen.
Die Schmuckfassade weist einen Geschosssims auf. Die Obergeschossfenster des Risalits werden von Pilastern eingefasst. Die Stützen der verglasten Veranda sind als Pfeiler ausgebildet.

## Geschichte
An das bereits aus der ersten Hälfte des 19. Jahrhunderts stammende, giebelständige Gebäude auf der rechten Grundstücksseite ließ der Hausbesitzer um 1870, wohl der Dresdner Maurermeister und Architekt Friedrich Rößler, eine Villa ansetzen, dabei das ältere Gebäude als Flügel integrierend.
1906 wurde durch den Baumeister Alfred Große auf der Südseite zum Garten hin eine Veranda an das Wohnhaus angesetzt.
Der Landtagsabgeordnete und Fabrikdirektor F. Max Lehnig wohnte 1920 in der Borstraße 47.
Zu DDR-Zeiten, mindestens seit 1973, stand das Anwesen als Haus Krumm unter Denkmalschutz.